# Rabii Bhouri
 (janvier 2014).
Si vous disposez d'ouvrages ou d'articles de référence ou si vous connaissez des sites web de qualité traitant du thème abordé ici, merci de compléter l'article en donnant les références utiles à sa vérifiabilité et en les liant à la section « Notes et références ».
Rabii Bhouri (arabe : ربيع البحوري), né le 12 novembre 1975 à Lille (France), est un journaliste sportif tunisien officiant à la télévision nationale tunisienne. Il est commentateur de basket-ball, reporter, producteur et animateur de télévision.

## Animateur et producteur
Diplômé de l'Institut de presse et des sciences de l'information de Tunis en 2001, Rabii Bhouri présente la rubrique sportive dans le journal télévisé de 20 heures, de 2004 à 2007. Il est par ailleurs chroniqueur dans l'émission Dimanche Sport, et anime les plateaux d'analyse du championnat national de football, de 2004 à 2008, et de la Supercoupe de la CAF 2008. Il produit les résumés quotidiens de la coupe d'Afrique des nations de football 2004 et du championnat du monde masculin de handball 2005.
En 2011, il produit et présente l'émission phare de la Télévision tunisienne 1, Dimanche Sport en remplacement de Razi Ganzoui. Par la suite, passé sur la Télévision tunisienne 2, il produit et anime deux saisons de suite l'émission Sport Mag en 2012-2013 (élue émission de l'année 2013 par les internautes du site Infofoot) puis le magazine d'actualité Sport sur la une sur la Télévision tunisienne 1 en 2013-2014.
En 2016, Rabii Bhouri produit un magazine quotidien en prime-time couvrant les Jeux olympiques d'été de 2016 sur la Télévision tunisienne 1.

## Reporter et commentateur
Rabii Bhouri est reporter pour l'émission Dimanche Sport de 1999 à 2010, où il réalise des reportages et documentaires. Muni d'une formation académique dans l'audiovisuel et ancien joueur de basket-ball, il commente divers matchs de basket-ball, comme par exemple lors du championnat de Tunisie (plus de 400 matchs en direct) entre 2003 et 2018, du championnat arabe des clubs champions 2008 et 2016, du championnat arabe des nations 2008 et 2009, des championnats d'Afrique 2009, 2015 et 2017, des Jeux olympiques de 2012, de la coupe d'Afrique des clubs champions en 2013, 2014 (édition dans laquelle il a eu le prix de la meilleure couverture médiatique) et 2017, du championnat maghrébin des clubs 2012, du Trophée des champions 2013 ou encore des Jeux méditerranéens de 2013.
En tant qu'envoyé spécial, il assure par ailleurs la couverture de la finale de la Ligue des champions de la CAF 2004 au Nigeria, du championnat du monde masculin de handball 2007 en Allemagne, des Jeux paralympiques de 2008 à Pékin, du championnat arabe des clubs de basket-ball 2009 en Égypte, du tournoi qualificatif pour le championnat d'Afrique masculin de basket-ball 2009 au Maroc, du championnat d'Afrique des nations masculin de handball 2016 en Égypte et d'autres événements continentaux.
Rabii Bhouri a été correspondant en Tunisie de la chaîne de télévision saoudienne Saoudia Sport en 2011.

Rabii Bhouri et Salah Mejri.
Outail Aouij et Rabii Bhouri lors de la finale du championnat d'Afrique masculin de basket-ball 2017.